# Hyophila compacta
Hyophila compacta là một loài Rêu trong họ Pottiaceae. Loài này được (Welw. & Duby) A. Jaeger mô tả khoa học đầu tiên năm 1873.